# (3537) Jürgen
Pour les articles homonymes, voir Jürgen.
(3537) Jürgen est un astéroïde de la ceinture principale.

## Description
(3537) Jurgen est un astéroïde de la ceinture principale. Il fut découvert le 15 novembre 1982 à la station Anderson Mesa par Edward L. G. Bowell. Il présente une orbite caractérisée par un demi-grand axe de 2,59 UA, une excentricité de 0,16 et une inclinaison de 15,2° par rapport à l'écliptique.

## Compléments